# Juan António Edwards
Juan António Edwards (10 de março de 1955) é um ator e diretor mexicano.

## Filmografia

### Telenovelas
- Y mañana será otro día (2018) .... Santos
- Corazón que miente (2016) .... Dr. Quijano
- Mi corazón es tuyo (2014)
- Quiero amarte (2013)
- Por siempre mi amor (2013)
- La mujer del vendaval (2012-2013) .... Advogado
- Amores verdaderos (2012-2013) .... Gerente da pizzaria
- Ni contigo ni sin ti (2011) .... Juan
- Zacatillo, un lugar en tu corazón (2010) .... Roberto Cárdenas
- Mañana es para siempre (2008-2009) .... Grajales (No Brasil: Granjeiro)
- Juro que te amo (2008-2009) .... Lic. Huerta
- La ley del silencio (2005)
- Clase 406 (2002-2003) .... Jerónimo Ordóñez
- La usurpadora (1998) .... Médico
- María la del barrio (1995) .... Dr. Rodrigo Suárez
- Milagro y magia (1991) .... Pepe
- Lista negra (1986) .... Simón
- Ave fénix (1986) .... Arturo
- Vivir un poco (1985) .... Rogelio Andrave Estravados
- La fiera (1983-1984) .... "El Chamuco"
- Vivir enamorada (1982) .... Horacio
- Pelusita (1980-1981) .... Ricardo
- Colorina (1980-1981) .... Armando
- Cumbres borrascosas (1979)
- Muñeca rota (1978)
- Viviana (1978) .... Recepcionista do hotel
- Mi hermana la Nena (1976) .... Julio
- Barata de primavera (1975) .... Carlos
- Mundo de juguete (1974) .... Ernesto
- La gata (1970) .... Mariano Martínez-Negrete (menino)
- Rosario (1968)
- Juventud divino tesoro (1968)
- Un pobre hombre (1967)
- El derecho de nacer (1966) .... Alberto Limonta (menino)

### Séries de TV
- Como dice el dicho (2011) .... Octavio Treviño (episódio "Del agua mansa...")
- Vecinos (2008) .... Médico (episódio "El santo niño milagroso")
- La rosa de Guadalupe (2008) .... Ignacio (episódio "Súper amigas")
- Mujer, casos de la vida real (1996-2006)
- ¿Qué nos pasa? (1998)
- Los Caquitos (1993) .... Hipólito
- Chespirito (1991) .... Pipiridolfo
- Ave de paso (1988)
- Los Pardaillan (1981) .... Carlos

### Filmes
- Soul Walker (2012) .... Franco Leyva
- Padre Pro (2010) .... Luis Segura Vilchis
- La locura mexicana (1993) .... Botello
- Infierno en la frontera (1990)
- Me lleva el tren (1990) .... Gilberto Alcaldo
- Golondrina presumida (1985)
- La venganza de María (1983)
- Eroticón (1981)
- Renuncia por motivos de salud (1976) .... Alfredo
- Los perros de Dios (1974)
- El derecho de los pobres (1973) .... Mario
- El festín de la loba (1972)
- Muñeca reina (1972) .... Carlos (adolescente)
- The Bridge in the Jungle (1971) .... Segundo Garoto
- La vida inútil de Pito Pérez (1970)
- Estafa de amor (1970)
- The Desperate Mission (1969) .... Juan Antonio Laquesta
- El mundo de los aviones (1969)
- Mi maestro (1968)
- Corazón salvaje (1968)
- Lucio Vázquez (1968) .... Noivo
- Sor Ye-yé (1968) .... Criança
- Los bandidos (1967)
- Santo el enmascardo de plata vs la invasión de los marcianos (1967)
- Un pobre hombre (1967)
- Un gallo con espolones (1964)
- El espadachín (1964)
- Cri Cri el grillito cantor (1963) .... Francisco Gabilondo Soler (jovem)
- Días de otoño (1963) .... Filho de Don Albino
- El ángel exterminador (1962)
- Santa Claus (1959) .... Participação especial